# Diga di Löbbia
La diga di Löbbia è una diga a gravità situata in Svizzera, nel Canton Grigioni nei pressi di Löbbia, nel comune di Bregaglia.

## Descrizione
Ha un'altezza di 26 metri e il coronamento è lungo 90 metri. Il volume della diga è di 41.000 metri cubi.
Il bacino creato dallo sbarramento, ha un volume massimo di 0,2 milioni di metri cubi, una lunghezza di 0,6 km e un'altitudine massima di 1418 m s.l.m. Lo sfioratore ha una capacità di 375 metri cubi al secondo.
Le acque del lago vengono sfruttate dall'azienda Elektrizitätswerk der Stadt Zürich.